# Белов, Александр Сергеевич (спортсмен)
Александр Сергеевич Белов (род. 11 сентября 1981 года, Уфа) — российский спортсмен, член олимпийской сборной команды России по прыжкам на лыжах с трамплина на Олимпиаде в Солт-Лейк Сити. Мастер спорта России (прыжки на лыжах с трамплина).
Чемпион России (2001, 2002) в командном первенстве. Серебряный (2001 — К-120, 2004 — командное первенство) и бронзовый (2000 — командное первенство) призёр чемпионатов России.
Первый тренер — Р. Р. Абраров.
Нынешний тренер — заслуженный тренер России А. Н. Арефьев.
Воспитанник СДЮШОР № 33 г. Уфы, спортсмен ШВСМ РБ
Выступает за СК Вооруженных сил РФ, РФСО «Локомотив» и г. Уфу. С 2000 года входил в состав национальной сборной России.